# Europska himna
Oda radosti (izvorni njemački naslov: "Ode an die Freude") je himna Vijeća Europe, te Europske unije; oboje se odnosi prema njoj kao Europskoj himni zbog namjere Vijeća da predstavlja Europu u cijelosti radije nego neku organizaciju. Osnova joj je posljednji stavak Beethovenove Devete simfonije, skladane 1823. Beethoven je svoju simfoniju razvio iz Schillerove Ode radosti i ti se stihovi često pjevaju pri izvođenju himne, ali zbog brojnosti europskih jezika nemaju službeni status. Himna se izvodi u službenim prigodama kod obiju organizacija (poput potpisivanja ugovora) te je jedan od europskih simbola.